# Piz Tanelin
Piz Tanelin är en bergstopp i Schweiz.   Den ligger i distriktet Leventina och kantonen Ticino, i den sydöstra delen av landet, 110 km öster om huvudstaden Bern. Toppen på Piz Tanelin är 2 848 meter över havet, eller 41 meter över den omgivande terrängen. Bredden vid basen är 0,11 km.
Terrängen runt Piz Tanelin är huvudsakligen bergig, men den allra närmaste omgivningen är kuperad. Runt Piz Tanelin är det glesbefolkat, med 9 invånare per kvadratkilometer.. Närmaste större samhälle är Disentis, 17,8 km nordost om Piz Tanelin. 
Trakten runt Piz Tanelin består i huvudsak av gräsmarker.